# Provinciale weg 324

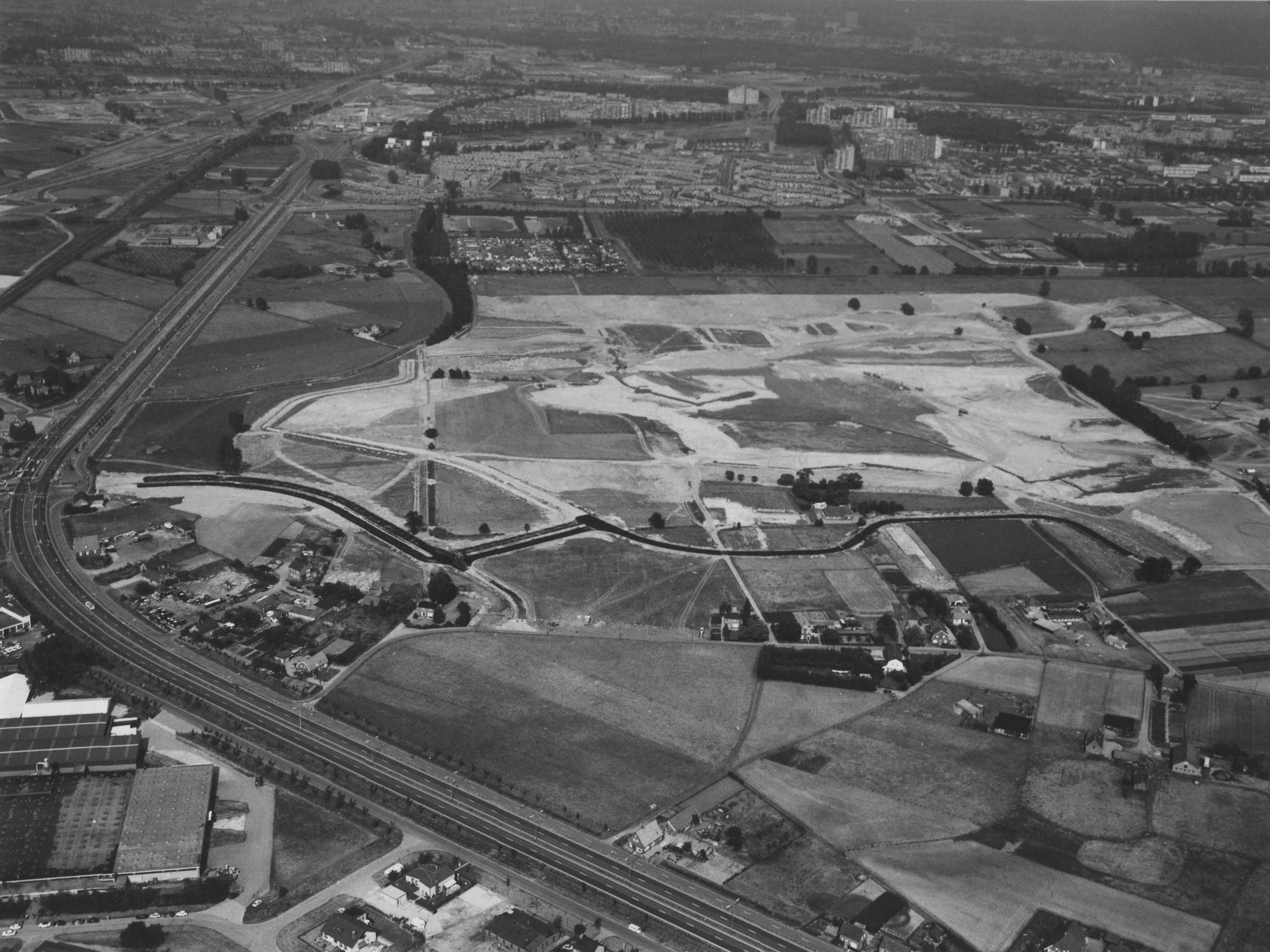
De N324 tussen Nijmegen-Dukenburg en Wijchen naast de in aanleg zijnde Berendonck (1976)

De provinciale weg 324 (N324) is een provinciale weg in Noord-Brabant en Gelderland die loopt van knooppunt Paalgraven (bij Oss) langs Oss, Schaijk, Reek, Velp, Grave, Nederasselt, Alverna en Wijchen naar Nijmegen. Het Brabantse deel van de weg heet Rijksweg, Bosschebaan en Elftweg. Het Gelderse deel van de weg heet Graafseweg, Van Rosenburgweg en Van Schuylenburgweg.
De weg sluit bij Oss aan op knooppunt Paalgraven waar er aansluiting is met de A59 richting 's-Hertogenbosch, Waalwijk en Zierikzee. Tevens is er een aansluiting met de A50 in de richting Veghel/Eindhoven dan wel Arnhem/Zwolle. Ook is hier aansluiting op de N329, de belangrijkste ontsluitingsweg van Oss-Centrum, de aanliggende industriegebieden (De Geer, Griekenweg, Vorstengrafdonk, Elzeneind) en de binnenhaven van deze stad. Iets ten oosten van deze aansluiting is in 2013 het ecoduct Maashorst gebouwd.
In Wijchen sluit de weg aan op de oude Nijmeegse Graafseweg en loopt in Nijmegen naar het Takenhofplein waar de weg aansluit op de Provinciale weg 326.

## Geschiedenis

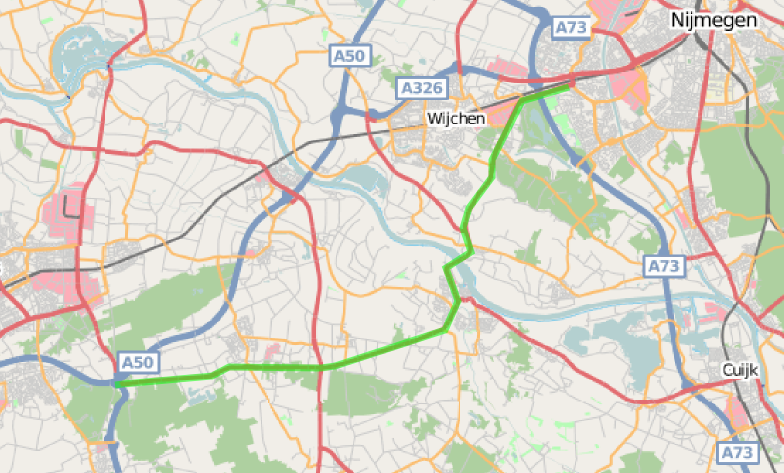
Detailkaart

Met wat nu de A59 is vormde de N324 de doorgaande weg 's-Hertogenbosch-Nijmegen. De weg bestond al als heerbaan in de 18e eeuw; in de Franse tijd werd ze aangemerkt als onderdeel van de verbinding Parijs-Groningen. Verharding tot rijksstraatweg vond plaats in de eerste helft van de 19e eeuw.
Met de aanleg van de A50 en A326 tussen Geffen en Nijmegen, eind jaren 1970, verloor de N324 zijn functie als hoofdverbindingsweg en kreeg hij zijn huidige naam.